# Гептастаннид трирутения
Гептастаннид трирутения — бинарное неорганическое соединение
олова и рутения
с формулой Ru3Sn7,
кристаллы.

## Получение
- Сплавление стехиометрических количеств чистых веществ:

{\displaystyle {\mathsf {7Sn+3Ru\ {\xrightarrow {T}}\ Ru_{3}Sn_{7}}}}

## Физические свойства
Гептастаннид трирутения образует кристаллы
кубической сингонии,
пространственная группа I m3m,
параметры ячейки a = 0,9351 нм, Z = 4,
структура типа гептагерманийтриирридий Ir3Ge7
.
Соединение конгруэнтно плавится при температуре ≈1300°C
.